# NIA
Estefanía Correia González (Las Palmas de Gran Canaria, 2 de enero de 1994), conocida profesionalmente como NIA, es una cantante, compositora, presentadora, actriz, empresaria y modelo española, conocida por ser la ganadora de la undécima edición del concurso televisivo Operación Triunfo y haber representado a España en el Festival Internacional de la Canción de Viña del Mar.
Hasta la fecha, NIA ha editado un disco y varios sencillos. Cuenta con un Gaviota de plata ganada en 2025 a la mejor interpretación internacional en el Festival Internacional de la Canción de Viña del Mar, dos nominaciones a los Premios ACAMUS y una nominación a los Premios Canarios de la Música. 
A lo largo de su carrera, ha colaborado tanto en estudio como en directo con artistas como Celia Cruz, Sebastián Yatra, Guaynaa, Gente de Zona, Antonio Carmona, India Martínez, El Taiger, Edurne, María Peláe, Nyno Vargas y Rocco Hunt, entre otros.
Ha participado en Dúos increíbles, Tu Cara Me Suena, Factor X y Tú sí que vales. Asimismo, en el cine, formó parte del elenco de Érase una vez... pero ya no En España también es conocida por haber dado vida a Nala española en el musical El Rey León, producido por Stage Entertainment España en colaboración con Disney Theatricals.

## Biografía

### Primeros Años
NIA nació el 2 de enero de 1994 en Las Palmas de Gran Canaria, Islas Canarias. Su padre es bisauguineano y su madre canaria, aunque fue criada por sus abuelos. 
Desde los nueve años recibió clases de canto y baile. Durante estos años de formación, cantó en el Coro de la Orquesta Filarmónica de Gran Canaria. En el 2012 se traslada a Madrid donde comenzó a dar sus primeros pasos en el mundo del teatro musical trabajando como cantante en el musical El rey león. También ha trabajado en Ibiza

## Carrera musical

### 2020:Operación Triunfo 2020
Durante la competición de RTVE no fue nominada para abandonar el programa. Además, fue la primera finalista y ganadora del concurso de talentos.
Durante el concurso lanzó su primer sencillo, Ocho Maravillas.

### 2021-2022:CuídateyTu cara me suena
En julio de 2021, lanzó su primer EP, titulado Cuídate. El sencillo introductorio fue la canción Malayerba. Más tarde ese otoño, se anunció que participaría en la 9.ª temporada del concurso Tu cara me suena, de Antena 3 donde quedó subcampeona.
En la primera gala de Tu Cara Me Suena se emitió el 5 de noviembre de 2021,mitó a Lil Nas X, Jennifer Hudson, Rihanna y Beyoncé.
El 11 de febrero de 2022 tuvo lugar la primera semifinal (primera gala en directo) y resultó con NIA como ganadora gracias a su imitación de Shirley Bassey (con «Something»). En la primera semifinal, quién obtuviera mayor cantidad de puntos se convertiría en primer finalista en la final de Tu Cara Me Suena. Al ganar la semifinal e ir primera en la lista de clasificación, NIA se convirtió en la primera finalista del programa. Los 3000 euros que NIA ganó en las galas donde resultó como la ganadora, fueron donados a las asociaciones 'La Barandilla', 'Fundación Kirira', 'ONG Alabente', 'ONG ADAEC' y 'Piel de Mariposa'.
Finalmente, el 4 de marzo de 2022 fue la gran final de Tu cara me suena 9, en la cual quedó segunda con un total del 26 % del público y con la gran imitación a Whitney Houston y su canción «I Will Always Love You».
En mayo de 2022 abrió la gala de la novena edición de los Premios Platino cantando «La Vida es Un Carnaval» de Celia Cruz.

### 2023-2025:PaloSantoyViña del Mar

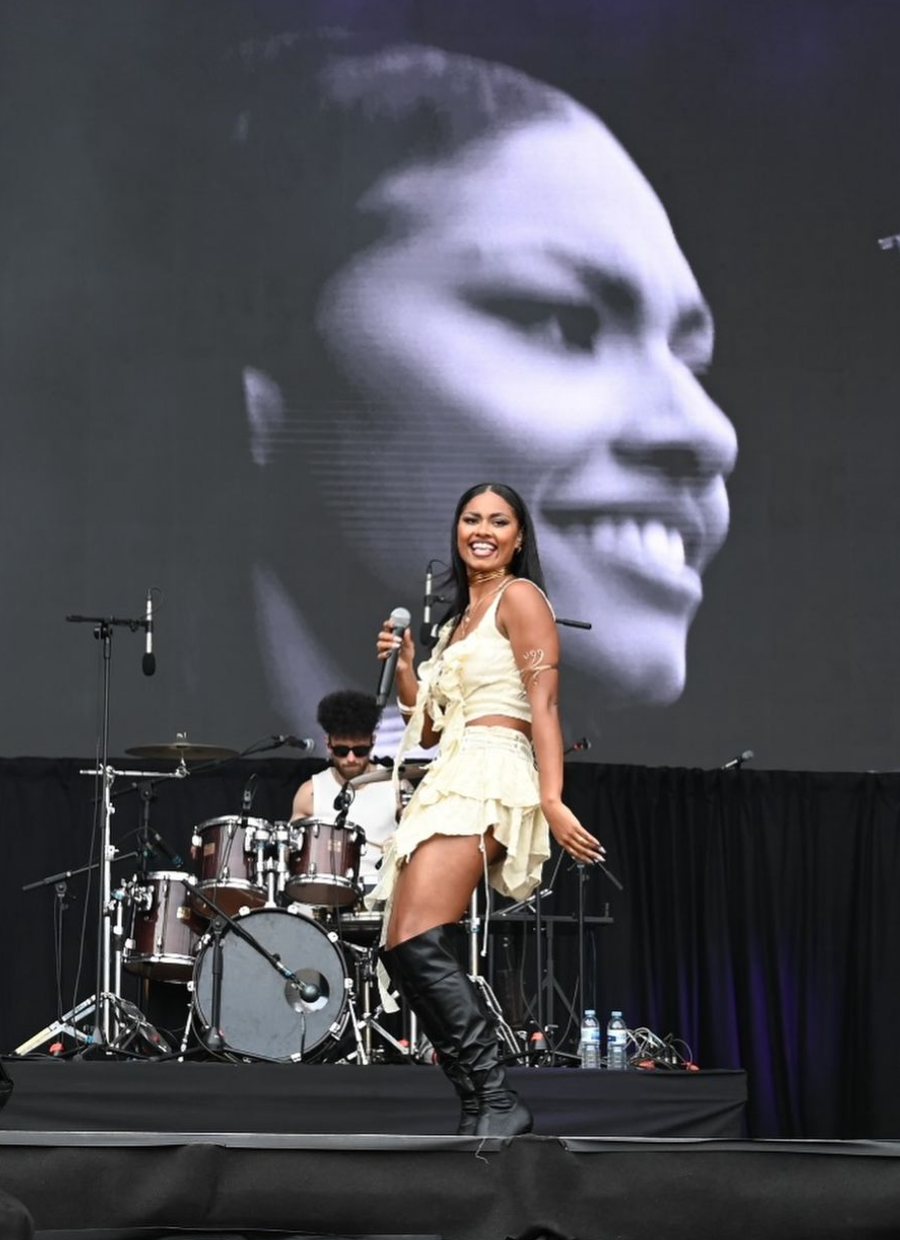
NIA durante su actuación en el Granca Live Fest 2024.

El 15 de febrero de 2023 participó en la Gala de Elección de la Reina del Carnaval de Santa Cruz de Tenerife. 
El 6 de julio de 2023, la revista Rolling Stone nombra a NIA como una de las «artistas que debes de conocer».
El 6 de octubre de 2023, lanza su álbum debut PaloSanto. El 16 de octubre se anunció que PaloSanto había sido el decimotercer álbum más vendido de la semana en España. El 28 de noviembre actuó en la Gala 1 de Operación Triunfo 2023 como invitada cantando sus singles Caminito de Lamento y Brujería.
En mayo de 2024, anuncia la reedición de PaloSanto a la par que estrena Lágrimas negras junto a Celia Cruz de manera póstuma.
En noviembre de 2024, lanza junto a Guaynaa el single Vamo' Echando, dando por finalizada la era PaloSanto.
En diciembre se anuncia su participación representando a España en el Festival Internacional de la Canción de Viña del Mar con la canción Caminito de Lamento, compuesta por la propia artista. Finalmente, NIA termina ganando la Gaviota de plata a la mejor interpretación internacional en el Festival Internacional de la Canción de Viña del Mar
El 9 de febrero de 2025, NIA fue confirmada como una de las artistas invitadas en el Carnaval de Las Palmas de Gran Canaria 2025.

## Otros proyectos
A finales de 2022 abrió un restaurante en el centro de Madrid llamado Delito.

#### Presentación

NIA en las Campanadas de 2024 junto a Roberto Herrera.

En diciembre de 2022, Televisión Española anunció que ella presentaría en directo para toda España las campanadas de Nochevieja 2022-2023 desde Gáldar acompañada de Roberto Herrera, presentador de la cadena de Televisión Española en Canarias. Dicha retransmisión se realizó desde la Plaza de Santiago de la ciudad. Las campanadas fueron seguidas por 3.581.000 espectadores con una cuota de pantalla del 27,5%.
Presentó los Premios Dial 2023 junto a Edurne y Carmen Ramírez en la isla de Tenerife.
El 5 de diciembre de 2023, Televisión Española volvió a anunciar que NIA presentaría por segundo año consecutivo las campanadas de Nochevieja 2023-2024 en directo para toda España acompañada de Roberto Herrera.Durante la retransmisión de las campanadas, cometieron un fallo, haciendo que la audiencia comenzara a comer las uvas con retraso. Las campanadas fueron seguidas por una audiencia de 3.253.000 y un 27,5% en toda España.
El 16 de diciembre de 2024, Televisión Española vuelve a confirmar a NIA por tercer año consecutivo como presentadora de las campanadas canarias de Nochevieja 2024-2025 junto Roberto Herrera para toda España.Las campanadas fueron seguidas por una audiencia de 3.625.000 y un 28,5% en toda España mejorando la marca de los dos años precedentes.

#### Trayectoria interpretativa
En 2022 tiene su primer contacto con la interpretación protagonizando la serie Érase una vez... pero ya no, transmitida por Netflix dando vida a Ana y Juana. La serie ha sido dirigida por Manolo Caro. Compartió reparto junto a Sebastián Yatra, Asier Etxeandia, Mariana Treviño, Mariola Fuentes, Daniela Vega y Rossy de Palma entre otros.

## Arte

### Influencias
NIA acredita a Marc Anthony como su mayor influencia musical e ídolo, en numerosas ocasiones ha dicho que éste sería el artista con el que le encantaría hacer una colaboración. La canaria también menciona a Celia Cruz como otra de sus grandes influencias musicales, en las que incluyen entre otros a Alain Pérez, Gloria Estefan, Rubén Blades y Nathy Peluso.

## Mercadotecnia
A raíz de su salto a la fama, la cantante ha sido un gran reclamo para marcas. El 10 de octubre de 2022, NIA se convierte en embajadora de la marca alemana Deichmann SE, componiendo Pisar El Cielo como claim para la campaña. El 17 de abril de 2023, NIA vuelve a renovar como imagen de Deichmann SE, protagonizando el tema Lo Bailao. El 26 de abril de 2024 Garnier España lanza una campaña publicitaria que incluye a NIA.

## Discografía

### EP
- 2021: Cuídate

### Álbumes de estudio
- 2020: Sus canciones (Operación Triunfo 2020)
- 2023: PaloSanto

## Filmografía

### Televisión
| Año       | Título                        | Canal       | Papel       | Notas                         |
| --------- | ----------------------------- | ----------- | ----------- | ----------------------------- |
| 2020      | Operación Triunfo 2020        | TVE         | Ella misma  | Concursante, 1.ª clasificada  |
| 2020-2023 | La resistencia                | #0          | Ella misma  | Invitada, 4 programas         |
| 2020      | Zapeando                      | La Sexta    | Ella misma  | Invitada, 1 programa          |
| 2021      | ¡Feliz 2021!                  | TVE         | Ella misma  | Invitada                      |
| 2021      | Pasapalabra                   | Antena 3    | Ella misma  | Invitada, 3 programas         |
| 2021-2022 | Tu cara me suena 9            | Antena 3    | Ella misma  | Concursante, 2.ª clasificada  |
| 2021-2023 | Tierra de talento             | Canal Sur   | Ella misma  | Invitada, 3 programas         |
| 2022      | ¡Feliz 2022!                  | TVE         | Ella misma  | Invitada                      |
| 2022      | Benidorm Fest 2022            | TVE         | Ella misma  | Invitada                      |
| 2022      | Érase una vez... pero ya no   | Netflix     | Ana / Juana | Protagonista, 6 episodios     |
| 2022      | Martínez y Hermanos           | #0          | Ella misma  | Invitada, 1 programa          |
| 2022      | La Noche D                    | TVE         | Ella misma  | Invitada, 1 programa          |
| 2022      | Dúos increíbles               | TVE         | Ella misma  | Concursante, 4.ª clasificada  |
| 2022      | Noche de taifas               | TVC         | Ella misma  | Invitada, 1 programa          |
| 2023      | ¡Feliz 2023!                  | TVE         | Ella misma  | Invitada                      |
| 2023-2025 | EnREDa2                       | Canal Sur   | Ella misma  | Invitada, 3 programas         |
| 2023      | Tierra de talento             | Canal Sur   | Ella misma  | Invitada, 2 programas         |
| 2023      | Noche de taifas               | TVC         | Ella misma  | Invitada, 1 programa          |
| 2023      | That's My Jam España          | Movistar+   | Ella misma  | Invitada, 1 programa          |
| 2023-2024 | Operación Triunfo 2023        | Prime Video | Ella misma  | Invitada, 2 programas         |
| 2023      | HairStyle, The Talent Show    | DKISS       | Ella misma  | Invitada, 1 programa          |
| 2024      | ¡Feliz 2024!                  | TVE         | Ella misma  | Invitada                      |
| 2025      | ¡Feliz 2025!                  | TVE         | Ella misma  | Invitada                      |
| 2025      | La Revuelta                   | TVE         | Ella misma  | Invitada, 2 programas         |
| 2025      | Festival de Viña del Mar 2025 | Mega        | Ella misma  | Concursante, mejor intérprete |
| 2025      | Hasta El Fin Del Mundo        | TVE         | Ella misma  | Concursante                   |

### Teatro
| Año       | Título      | Productora          | Papel         | Ciudad |
| --------- | ----------- | ------------------- | ------------- | ------ |
| 2012-2017 | El Rey León | Stage Entertainment | Nala / Elenco | Madrid |

## Premios y nominaciones
La cantante fue reconocida el 28 de febrero de 2025 con el premio a mejor intérprete en la competencia internacional de la 64ª edición del Festival Internacional de la Canción de Viña del Mar (Chile), llevándose la prestigiosa Gaviota de Plata y 11.000 dólares.